# King-Gletscher (Lassiter-Küste)
Der King-Gletscher ist ein rund 25 km langer und bis zu 2,5 km breiter Gletscher an der Lassiter-Küste im Osten des Palmerlands auf der Antarktischen Halbinsel. Er fließt südlich des Galan Ridge von den Dana Mountains in östlicher Richtung zum New Bedford Inlet, das er zwischen Mount Cummings und dem Court-Nunatak erreicht.
Das UK Antarctic Place-Names Committee benannte ihn 2020 nach dem britischen Meteorologen John King (* 1966), Leiter der meteorologischen Abteilung des British Antarctic Survey von 1988 bis 1999 sowie Leiter des wissenschaftlichen Programms zur Untersuchung klimatischer Veränderungen von 1999 bis 2018.